# Kulturförderabgabe
Die Kulturförderabgabe, auch Betten- oder Tourismussteuer, City-Tax, Beherbergungsabgabe bzw. -steuer oder Übernachtungsabgabe genannt, ist eine von dem damaligen Kölner Stadtkämmerer und späteren Finanzminister des Landes NRW Norbert Walter-Borjans (SPD) Ende 2009 ins Leben gerufene Steuer für Übernachtungen in Hotels und Pensionen, die in zahlreichen Städten, so in Berlin, Bochum, Bremen, Chemnitz, Darmstadt, Dortmund, Dresden, Duisburg, Eisenach, Erfurt, Flensburg, Freiburg im Breisgau, Hamburg, Hannover, Jena, Köln, Königswinter, Lübeck, Mainz, Oldenburg, Osnabrück, Trier, Weimar und Lutherstadt Wittenberg erhoben wird und bundesweit Beachtung fand. Walter-Borjans' Finanzinstrument war zudem eine Retourkutsche auf den Hoteliers gewährten ermäßigten Mehrwertsteuersatz von sieben Prozent (ab 2010), eine Initiative der schwarz-gelben Bundesregierung, die 2009 auf Druck der FDP zustande kam. Im internationalen Hotelgeschäft sind solche Übernachtungsbesteuerungen durchaus üblich, so etwa in Amsterdam, Florenz, Venedig, Paris oder Rom.
Die Kulturförderabgabe richtete sich nach dem Preis der Übernachtungen in Hotels und Pensionen. Fünf Prozent des Zimmerpreises mussten abgeführt werden, wobei es den Hotels und Herbergen freistand, diesen Betrag auf den Übernachtungspreis aufzuschlagen. Der Terminus Kulturförderabgabe ist strittig, da etwa in Köln die eingezogenen Beträge in den allgemeinen Haushalt fließen und nur bedingt der Kultur zugutekommen.
Am 11. Juli 2012 wurde diese Steuer vom 9. Senat des Bundesverwaltungsgerichts in Leipzig für teilweise verfassungswidrig erklärt. Das Urteil kann nicht mehr angefochten werden. Dies betrifft die Städte Bingen und Trier. Eine Steuer für Hotelübernachtungen darf zwar erhoben werden, dies aber nur für Übernachtungen aus privaten Gründen. Somit dürfen geschäftlich bedingte Übernachtungen nicht mit einer solchen Kulturförderabgabe belegt werden. Für eine Aufhebung dieser Steuer hatte sich insbesondere der Deutsche Hotel- und Gaststättenverband (DEHOGA) eingesetzt. In Trier und Bingen wurde die Kulturförderabgabe nur zeitlich begrenzt und als Pauschalbetrag erhoben. Kinder waren ausgenommen.
Mit Beschluss vom 22. März 2022 erklärte das Bundesverfassungsgericht die Kulturförderabgabe auf private Übernachtungen für mit dem Grundgesetz vereinbar und wies die Verfassungsbeschwerden mehrerer Hoteliers gegen die Regelungen in Hamburg, Bremen und Freiburg zurück.

## Situation in ausgewählten Städten

### Berlin
Ab 1. Januar 2014 hat Berlin die City-Tax (Übernachtungssteuer) für Privatbuchungen eingeführt, die zunächst fünf Prozent des Netto-Übernachtungspreises (ohne Umsatzsteuer und ohne Entgelte für andere Dienstleistungen wie Minibar, Sauna- und Wellnessbereich) betrug und auf alle Buchungen erhoben wurde. Geschäftsreisende waren anfangs von der City-Tax ausgenommen. Seit 2025 beträgt die City-Tax 7,5 % des Netto-Übernachtungspreises und gilt auch für Geschäftsreisende.

### Deidesheim
Ab 1. Januar 2018 erhebt die Stadt Deidesheim einen pro Gast und Übernachtung fälligen Gästebeitrag in Höhe von ursprünglich 2,00 €. Zum 1. März 2023 wurde der Beitrag auf 2,50 € angehoben. Die Abgabe ist zweckgebunden und laut Gästebeitragssatzung „für die Herstellung, den Betrieb und die Unterhaltung der ganz oder teilweise touristischen Zwecken dienenden Einrichtungen sowie für die zu diesen Zwecken durchgeführten Veranstaltungen“ zu verwenden. Abgabepflichtig sind alle gegen Zahlung eines Entgelts im Stadtgebiet übernachtenden Personen, die das 18. Lebensjahr vollendet haben und deren Grad der Behinderung geringer ist als 70 %. Ebenfalls ausgenommen sind Begleitpersonen von Menschen mit vorstehendem Behinderungsgrad, sofern im Ausweis das Kennzeichen „B“ eingetragen ist sowie Personen, die nachweislich ein Studium oder eine Berufsausbildung außerhalb des Erhebungsgebietes absolvieren und im Erhebungsgebiet ihren Zweitwohnsitz im Haushalt ihrer Eltern innehaben.
Personen, die im Erhebungsgebiet einen Zweitwohnsitz angemeldet haben oder eine zweite oder weitere Wohnung in der Stadt innehaben, zahlen eine von der Aufenthaltsdauer oder der Anzahl der Übernachtungen unabhängigen Pauschalbetrag. Dieser betrug 60,00 € pro Jahr und ist zum 1. März 2023 auf 75,00 € pro Jahr angehoben worden.
Auch beruflich bedingte Aufenthalte mit Übernachtung (Monteure, Geschäftsreisende, Seminarteilnehmer, Messebetreiber und Schausteller) sind von der Abgabe nicht befreit.

### Dortmund
Die Stadt Dortmund erhebt seit November 2010 diese Steuer nur von Privatreisenden, dort Beherbergungsabgabe genannt. Geschäftsreisende müssen in Dortmunder Hotels Belege vorlegen, beispielsweise eine Visitenkarte. Seit November 2010 hat Dortmund Bettensteuern in Höhe von rund 855.000 Euro eingenommen. Die 19. Kammer des Verwaltungsgerichts Gelsenkirchen hat am 27. November 2012 die Beherbergungsabgabesatzung der Stadt Dortmund für nichtig erklärt (Aktenzeichen 19 K 2007/11 u. a.) und damit ist sie rechtswidrig. Eine Berufung zum Oberverwaltungsgericht für das Land NRW wurde wegen grundsätzlicher Bedeutung der Sache zugelassen.
Am 23. Oktober 2013 entschied der 14. Senat des Oberverwaltungsgerichts Münster durch vier Urteile, dass die Beherbergungsabgabesatzung (Bettensteuersatzung) der Stadt Dortmund nichtig ist (Aktenzeichen 14 A 314 bis 317/13). Damit hat es Berufungen der Stadt Dortmund gegen Urteile zurückgewiesen, mit denen das Verwaltungsgericht Gelsenkirchen in erster Instanz den Klagen von drei Hoteliers und einer Campingplatzbetreiberin (Unternehmer) stattgegeben hatte. Das OVG wies darauf hin, dass eine Bettensteuer grundsätzlich möglich sei, nicht aber als Steuerschuld der Unternehmer. Den Hoteliers könne eine Festlegung zwischen privat und geschäftlich Reisenden nicht verlangt werden. Gegen Steuerbescheide der Stadt Dortmund hatten die Unternehmer geklagt, mit denen für entgeltliche private Übernachtungen eine Beherbergungsabgabe festgesetzt worden war. Eine Revision wurde nicht zugelassen. Dagegen kann die Stadt Dortmund Beschwerde erheben, über die das Bundesverwaltungsgericht entscheidet.

### Dresden
Die Dresdner Bettensteuer wird seit dem 1. Juli 2015 erhoben und geht auf Initiative der rot-rot-grünen Gestaltungsmehrheit im Dresdner Stadtrat zurück. Ab dem Jahr 2019 wird die Abgabe von 6,6 auf 6,0 Prozent des Zimmerpreises reduziert, beschlossen im Februar 2018 vom Stadtrat mit den Stimmen von CDU, Grünen, AfD und FDP.
Im Jahr 2017 hat die Landeshauptstadt rund 9,53 Millionen Euro durch die sogenannte Beherbergungssteuer eingenommen.

### Duisburg
Die Stadt Duisburg verzichtet nach dem Leipziger Urteil auf ihre Übernachtungsabgabe bis zur abschließenden Klärung der Rechtslage. Die Beherbergungsbetriebe werden weiterhin die Steueranmeldungen einzureichen haben, die Steuer selbst wird aber nicht fällig.

### Erfurt
Die Stadt Erfurt erhebt eine 5-prozentige Kulturförderabgabe auf Übernachtungen in Beherbungsbetrieben, seit 2024 auch von Geschäftsreisenden.

### Flensburg
Die Stadt Flensburg führte zu Beginn des Jahres 2013 die umstrittene Bettensteuer ein, nachdem im November 2012 im zweiten Anlauf die Satzung im Rat der Stadt beschlossen wurde. Die Höhe der Abgabe steigt mit der Anzahl der vergebenen Sterne. Pro Gast und Übernachtung werden drei Euro (bei drei Sternen) beziehungsweise vier Euro (bei vier Sternen) fällig. 20 Vermieter und drei Hoteliers in der Stadt haben ihren Qualitätsnachweis, auch aufgrund des hohen Verwaltungsaufwandes, wieder zurückgegeben oder sich nicht mehr neu klassifizieren lassen.
Die Steuer wird für jeden Gast ab 18 Jahren erhoben, wenn er privat und nicht beruflich unterwegs ist. Gerechnet wird mit Mehreinnahmen von 300.000 Euro pro Jahr, die aber nicht zweckgebunden sind, fließen also nicht zwingend in die touristische oder kulturelle Infrastruktur. Oberbürgermeister Simon Faber hatte sich gegen eine Bettensteuer ausgesprochen.

### Frankfurt am Main
In Frankfurt am Main gilt seit dem 1. Januar 2018 eine Tourismusabgabe für private Übernachtungen. Die Tourismusabgabe beträgt zwei Euro pro Kopf und pro Übernachtung. Frankfurt erhofft sich dadurch Zusatz-Einnahmen von bis zu zwei Millionen Euro jährlich, nachdem zuletzt ein neuer Übernachtungsrekord von mehr als neun Millionen Gästen verzeichnet wurde.

### Freiburg im Breisgau
Die Stadt Freiburg i. Br. hat zum 1. Januar 2014 eine Bettensteuer eingeführt, die private Übernachtungen besteuert. Die Höhe hängt vom Nettopreis pro Person und Nacht ohne Nebenleistungen wie Frühstück ab.

### Hamburg
Hamburg erhebt seit dem 1. Januar 2013 eine Kultur- und Tourismustaxe auf private Übernachtungen. Aktuell werden 0,50 Euro für Beträge unter 25 Euro und ansonsten 1 Euro für jeden angefangenen 50 Euro-Block erhoben. 2014 nahm Hamburg durch die Abgabe 11 Millionen Euro ein. Im Juli 2015 wurde die Abgabe vom Bundesfinanzhof für rechtmäßig erklärt.

### Karlsruhe
Die Stadt Karlsruhe erhebt seit dem 1. Juli 2025 die Kultur- und Tourismustaxe für Touristen und Geschäftsreisende. So gelten folgende Preisstaffeln:
- 2025: 3,50 € pro Übernachtung
- 2026 & 2027: 4 € pro Übernachtung
- 2028: 4,50 € pro Übernachtung

Für Campingplätze gilt eine Pauschale von 1,50 € pro Übernachtung. Steuerbefreit sind Kinder und Jugendliche unter 18 Jahre sowie Beherbergungsbetriebe gemeinnütziger Ausrichtung.

### Köln
In Köln wurde die Abgabe mit Erlass der Steuersatzung vom 1. Oktober 2010 an erhoben. Steuerpflichtig waren neben Hotels und Pensionen auch Jugendherbergen, private Zimmervermittler und Campingplatzbetreiber. Zugute kommen sollten die Erträge nicht nur kulturellen Zwecken, sondern auch der Verbesserung des Stadtbildes. Jährlich erwartete die Stadt Köln zusätzliche Einnahmen von rund 16 Millionen Euro, davon sind sieben verplant. Seit ihrer Einführung flossen insgesamt rund 4,5 Millionen Euro in den Kölner Etat. Von der Kölner Kämmerin Gabriele Klug wurde bis 2015 eine Summe von 64 Millionen Euro in Aussicht gestellt. Nach dem erfolgten Urteil wurden von der Stadt Köln keine Steuerbescheide für die Kulturförderabgabe mehr versandt. Die Stadt Köln wollte ursprünglich an der Abgabe für Privatreisende festhalten. 2011 nahm die Stadt Köln für rund 4,97 Millionen Übernachtungen ca. 4,5 Millionen Euro an Kulturförderabgaben ein. Davon flossen nach Angaben der Stadt rund 2,6 Millionen Euro in die Renovierung verschiedener Museen und Kulturbauten, sowie weitere 350.000 Euro für Stadtklima und Verschönerungsprogramme. Aufgrund einer neuen, ab dem 1. Januar 2013 in Kraft tretende Satzung, bei der die aktuelle Entscheidung des Bundesverwaltungsgerichtes sowie ein Hinweis des Oberverwaltungsgerichts NRW berücksichtigt wurden, wird in Köln die Kulturförderabgabe weiter erhoben. Zwingend beruflich veranlasste Übernachtungen sind von der Besteuerung ausgenommen. Am 1. August 2013 wurde vom Bundesverwaltungsgericht in Leipzig die Kölner Abgabe in ihrer alten Fassung endgültig gekippt und bestätigte als letzte Instanz das Urteil des Oberverwaltungsgerichts (OVG) Münster.
Damit wird die seit Beginn 2013 bestehende Regelung bestätigt die besagt, dass Geschäftsreisende in Köln nicht mehr zahlen müssen, nur Privatgäste. Die Beschwerde der Stadt Köln gegen die Nichtzulassung der Revision im Urteil des Oberverwaltungsgerichts für das Land Nordrhein-Westfalen (OVG NRW) vom 23. Januar 2013 wurde damit zurückgewiesen. Dieses Verfahren betraf ausschließlich die Kölner Satzung zur Kulturförderabgabe, wie sie vom 1. Oktober 2010 bis zum 31. Dezember 2012 gültig war. Nach dem am 23. Oktober 2013 erlassenen Urteil des 14. Senats des Oberverwaltungsgerichts Münster, das die Beherbergungsabgabesatzung (Bettensteuersatzung) der Stadt Dortmund als nichtig erklärt hat (Aktenzeichen 14 A 314 bis 317/13), hat die Stadt Köln entschieden, vorerst keine Bettensteuer mehr zu erheben. Der Chef des Kassen- und Steueramtes, Josef-Rainer Frantzen, geht davon aus, dass die Zahlungspause bis zum Frühsommer 2014 dauern wird. Eine neue Regelung soll vorerst nicht erlassen werden, weder rückwirkend noch für die Zukunft.
Verhandelt wird darüber hinaus 2012 in einem Musterprozess, den der Kölner Altstadthotelier Wolf Hönigs (Hotel Lint) führt und der sich im Berufungsverfahren beim Oberverwaltungsgericht Münster befindet. Der Stadt Köln wurde zunächst vor dem Kölner Verwaltungsgericht Recht gegeben. Die Stadt Köln und der Kölner Hotel- und Gaststättenverband haben vereinbart, bis auf zwei Rückerstattungsanträge, die als Musterklagen juristisch überprüft werden sollen, diese Anträge auf Rückerstattung noch nicht abschließend zu bearbeiten. Beide Musterklagen sind beim Verwaltungsgericht Köln anhängig. Im November 2012 wurde vom Oberverwaltungsgericht (OVG) Münster in Aussicht gestellt, die Kölner Bettensteuer-Satzung für nichtig zu erklären. Die Stadtverwaltung habe eine rechtswidrige Satzung erlassen, da nicht zwischen Geschäfts- und Privatreisenden unterschieden wurde. Eine solche Unterscheidung kann nicht rückwirkend erfolgen. Nach einem Urteil müsste die Stadt die Kulturförderabgabe abschaffen und einen Teil der bereits eingenommenen Abgaben zurückzahlen. Ferner stehen Schadenersatzforderungen der Hoteliers im Raum. Die Richter des OVG haben der Stadt und dem gegen die Bettensteuer klagenden Hotelier mitgeteilt, dass sie eine Entscheidung im schriftlichen Verfahren beabsichtigten. Am 23. Januar 2013 wurde schließlich die Kölner Abgabe vom Oberverwaltungsgericht NRW (OVG) in Münster gekippt (Az.: 14 A 1860/11), das sich damit dem Urteil des Bundesverwaltungsgerichts vom 11. Juli 2012 anschloss. Der 14. Senat des OVG erklärte die Satzung der Stadt Köln (2010) für nichtig und gab damit der Berufungsklage des Kölner Hoteliers Wolf Hönigs Recht. Dienstliche Reisen und Übernachtungen von Touristen dürfen nicht gleichbehandelt werden. Und da Dienstreisen steuerfrei bleiben müssen und der Hotelier nicht zweifelsfrei überprüfen kann, welche Übernachtung dienstlich oder touristisch bedingt ist, erklärte das OVG die Erhebung der Steuer für nicht umsetzbar. Die Stadt muss nun 3,9 Millionen Euro zurückzahlen. Eine Revision wurde nicht zugelassen. Seit drm 1. Juli 2024 werden auch berufliche Übernachtungen in Beherbergungsbetrieben im Kölner Stadtgebiet besteuert.

### Meißen
Die Stadt Meißen geht seit Januar 2012 einen Sonderweg. Besteuert werden nach der Satzung zur Erhebung einer Kulturförderabgabe nicht Übernachtungen, sondern jeder Eintritt zu einer Kulturveranstaltung wird mit einem Zuschlag von 25 bis 75 Cent belegt (ausgenommen Veranstaltungen, die ausschließlich mildtätige, gemeinnützige oder kirchliche Zwecke verfolgen). Jährlich will die Stadt mindestens 250.000 € einnehmen. Finanziert werden soll mit dieser Steuer eine Stelle für Stadtmarketing und Tourismusförderung. Der Meißener Stadtrat hat bis dato drei Mal gegen die vom Landratsamt geforderte Rücknahme der Satzung gestimmt. Neben dem Landratsamt als zuständige Rechtsaufsichtsbehörde hat das sächsische Innenministerium die Kulturförderabgabe als generell rechtswidrig eingestuft.

### Trier
Die Stadt Trier führte ihre Kultur- und Tourismusförderabgabe im Januar 2011 ein und erhob sie von allen Übernachtungsbetrieben der Stadt für alle Gäste. Aktuell (2025) beträgt sie 3,5 % des Übernachtungspreises (maximal werden sieben Übernachtungen besteuert).

### Weimar
In der Kulturstadt Weimar wird die Kulturförderabgabe seit 2005 für alle Übernachtungsgäste, die das 18. Lebensjahr vollendet haben, verpflichtend eingezogen. Der Grund der Einführung war die „anteilmäßige Kompensation der sehr hohen Aufwendungen der Kommune Weimar für Kultur. Weimar ist eine Kleinstadt (65.000 Einwohner), hat aber Kulturaufwendungen einer Großstadt - nicht umsonst waren wir 1999 Kulturstadt Europas!“, so die Stadt in ihrer Begründung. Eingesetzt wird die Steuer zur Gesamtdeckung des städtischen Haushaltes.

### Lutherstadt Wittenberg
Aktuell (2025) ist von allen volljährigen Gästen, die sich nicht aus beruflichen Gründen in der Stadt aufhalten, ein Gästebeitrag von 2 Euro zu entrichten.